# GameFAQs
GameFAQs是一个关于电子游戏的流行网站，从1995年11月开始提供游戏的FAQS和攻略，是繼IGN之后网上第二大的游戏信息库。它的创始人是Jeff "CJayC" Veasey。

## 外部連結
- GameFAQs（页面存档备份，存于） （英文）